# Alfredo Landa

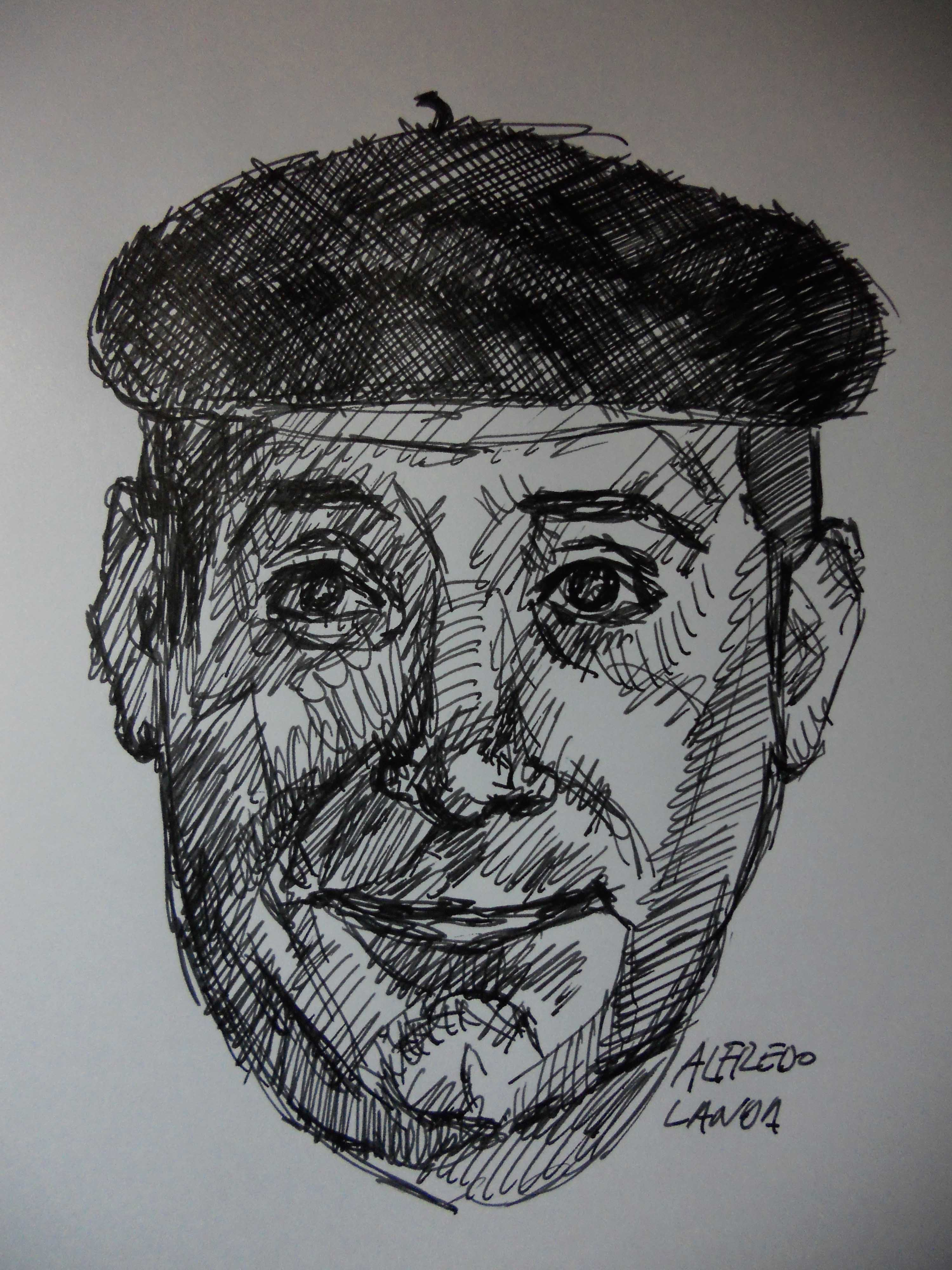
Alfredo Landa

Alfredo Landa Areitio (* 3. März 1933 in Pamplona, Navarra; † 9. Mai 2013 ebenda) war ein spanischer Schauspieler und Komiker.

## Leben
Alfredo Landa wurde 1933 als Sohn eines Polizisten der Guardia Civil in Pamplona geboren. Seine Schulausbildung absolvierte er in San Sebastián, seine Schauspielkarriere begann er am Theater. Sein Filmdebüt gab er 1962 in José María Forqués Atraco a las tres an der Seite von José Luis López Vázquez.
Landa wurde allem für seine Rollen in erfolgreichen spanischen Komödien bekannt, er konnte sich aber auch in ernsteren Rollen behaupten.
2007 kündigte er seinen Rückzug aus dem Filmgeschäft an. Im folgenden Jahr veröffentlichte der Schriftsteller Marcos Ordóñez die autorisierte Biografie des Komikers unter dem Titel Alfredo El Grande. Vida de un cómico („Alfredo der Große. Leben eines Komikers“).
Alfredo Landa zählte zu den „Schwergewichten des spanischen Kinos“.

## Filmografie
- 1962: Überfall um drei (Atraco a las tres)
- 1969: Cuatro noches de boda
- 1971: Pepe, komm nach Deutschland (Vente a Alemania, Pepe)
- 1977: Celedonio y yo somos asi
- 1979: Zwei Kuckuckseier im Gruselnest (Polvos Magicos)
- 1981: El Crack
- 1984: Die heiligen Narren
- 1985: La vaquilla
- 1987: El bosque animado
- 1988: Sinatra
- 1989: El río que nos lleva
- 1991: El Quijote de Miguel de Cervantes
- 1992: La marrana
- 1993: Queridos cómicos
- 1994: Canción de cuna
- 2003: La luz prodigiosa
- 2007: Luz de domingo

## Auszeichnungen

### Goya
Alfredo Landa war sieben Mal für den Goya als Bester Hauptdarsteller nominiert, häufiger als jeder andere Schauspieler zu Lebzeiten. Gewonnen hat er den Preis zweimal; damit rangiert er hinter Javier Bardem, der die Trophäe schon dreimal gewinnen konnte.
- 1988: Auszeichnung als Bester Hauptdarsteller für El bosque animado
- 1989: nominiert als Bester Hauptdarsteller für Sinatra
- 1990: nominiert als Bester Hauptdarsteller für El río que nos lleva
- 1993: Auszeichnung als Bester Hauptdarsteller für La marrana
- 1995: nominiert als Bester Hauptdarsteller für Canción de cuna
- 2004: nominiert als Bester Hauptdarsteller für La luz prodigiosa
- 2008: nominiert als Bester Hauptdarsteller für Luz de domingo

### Sonstige
- 1984: Auszeichnung als  Bester Darsteller bei den Internationalen Filmfestspielen von Cannes  für Die heiligen Narren
- 1988: nominiert für den Europäischen Filmpreis als Bester Darsteller für El bosque animado